# Gurgy-la-Ville
Gurgy-la-Ville – miejscowość i gmina we Francji, w regionie Burgundia-Franche-Comté, w departamencie Côte-d’Or.
Według danych na rok 1990 gminę zamieszkiwało 45 osób, a gęstość zaludnienia wynosiła 4 osoby/km² (wśród 2044 gmin Burgundii Gurgy-la-Ville plasuje się na 865. miejscu pod względem liczby ludności, natomiast pod względem powierzchni na miejscu 842.).